# Dobszyńska Jaskinia Lodowa (miejscowość)
Dobszyńska Jaskinia Lodowa (słow. Dobšinská Ľadová Jaskyňa) – osada wchodząca w skład miejscowości Stratená w powiecie Rożniawa (słow. okres Rožňava), w kraju koszyckim (słow. Košický kraj) na Słowacji.
Osada, stanowiąca kiedyś odrębną miejscowość, powstała i rozwijała się przy jaskini o tej samej nazwie (słow. Dobšinská ľadová jaskyňa).